# Aufschlagwasser

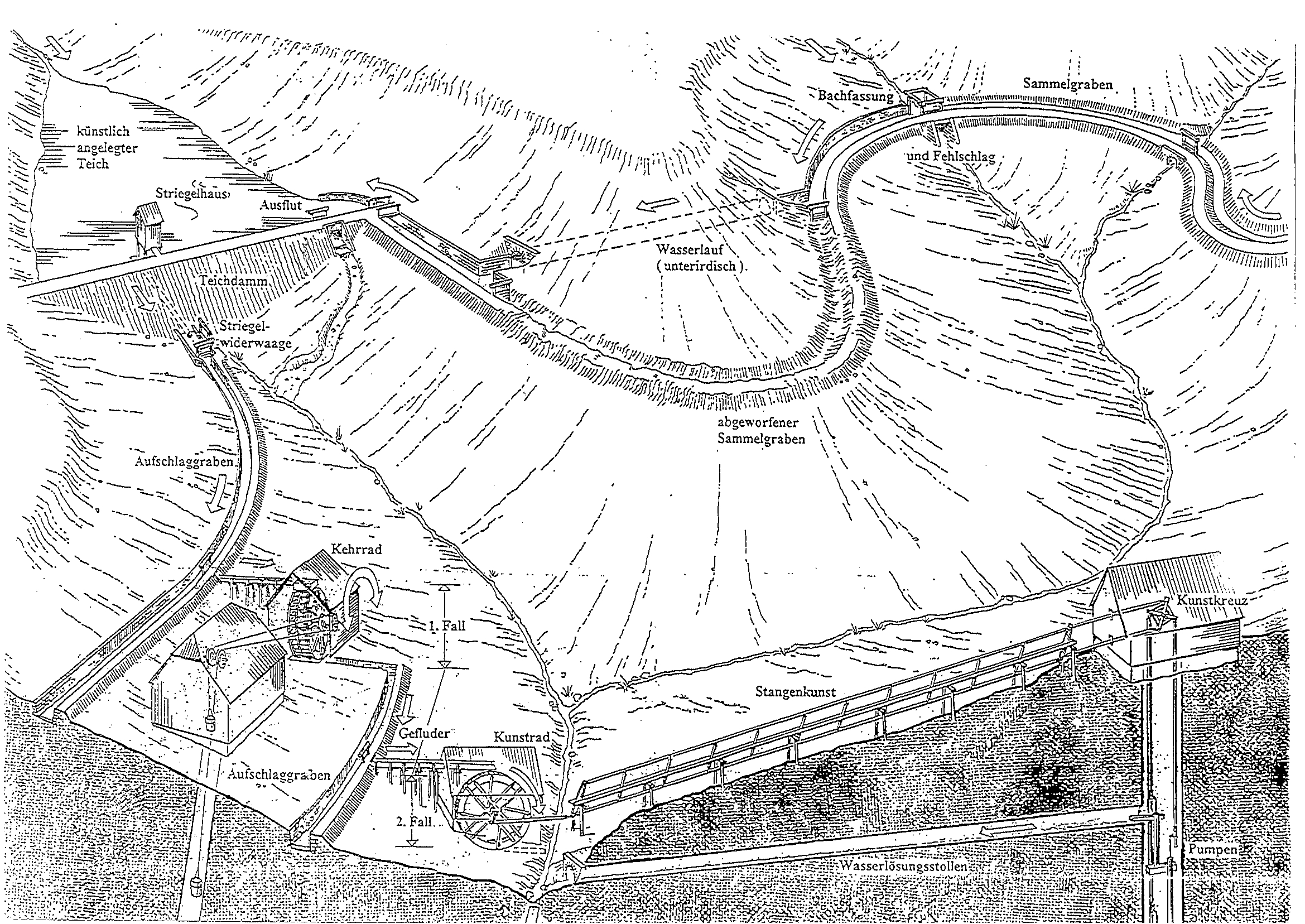
Heranführung von Aufschlagwasser zur Nutzung in mehreren Bergwerksanlagen.

Prinzipskizze zur Nutzung von Aufschlagwasser in einer Fahrkunst.

Als Aufschlagwasser (seltener Antriebswasser) bezeichnet man das Wasser, welches für den Antrieb von Wasserrädern, Wassersäulenmaschinen oder Wasserturbinen eingesetzt wird. Hierbei wird die potentielle Energie der Stauhöhe oder die kinetische Energie eines Fließgewässers in mechanische Energie umgewandelt.
Eine besondere Bedeutung kam dem Aufschlagwasser im Bergbau zu, da dieser besonders energieintensiv war. Das Aufschlagwasser wurde auf Kunstgezeuge zur Wasserhaltung, Schachtförderung oder Fahrung, aber auch auf Pochwerke und Erzwäschen geleitet. Während beispielsweise Papier- und Wassermühlen in der Regel in der Nähe der natürlichen Wasserläufe errichtet werden konnten, musste das Aufschlagwasser für Bergwerke, dort wo keine wasserreichen Flüsse zur Verfügung standen, oft über viele Kilometer lange Kunstgräben und Röschen herangeführt werden. Um auch in wasserarmen Zeiten einen kontinuierlichen Aufschlag zu gewährleisten, wurde das Wasser in Kunstteichen aufgestaut und bei Bedarf abgegeben.
Die Aufschlagwassermenge, die nötig war, um ein Wasserrad zu bewegen, wurde in „Rad“ bzw. „Rad Wasser“ (auch „Radwasser“) angegeben. 1 Rad Wasser waren je nach Größe und Nutzung der Wasserräder 60, 100 und sogar bis zu 460 Kubikfuß pro Minute, also etwa 1,5 bis 11,5 m³ pro Minute. In der Regel werden etwa 5 bis 7,5 m³ pro Minute angesetzt.
Die Nutzung von Aufschlagwasser im Bergbau bedeutete oft eine große Investition und wurde vor allem dort angewandt, wo tiefe Baue Ausbeute versprachen. Kleinere Bergwerke nutzten dagegen Haspeln oder Göpel. Im 19. Jahrhundert wurde das Aufschlagwasser als Antriebsenergie zunehmend durch die wesentlich effektiveren Dampfmaschinen abgelöst, auch wenn diese in Anschaffung und Unterhalt teurer waren.